# Serrat de la Capella
Serrat de la Capella – miejscowość w Hiszpanii, w Katalonii, w prowincji Lleida, w comarce Alt Urgell, w gminie La Seu d’Urgell.
Według danych INE z 2005 roku miejscowość zamieszkiwało 85 osób.